# Superficie alettata

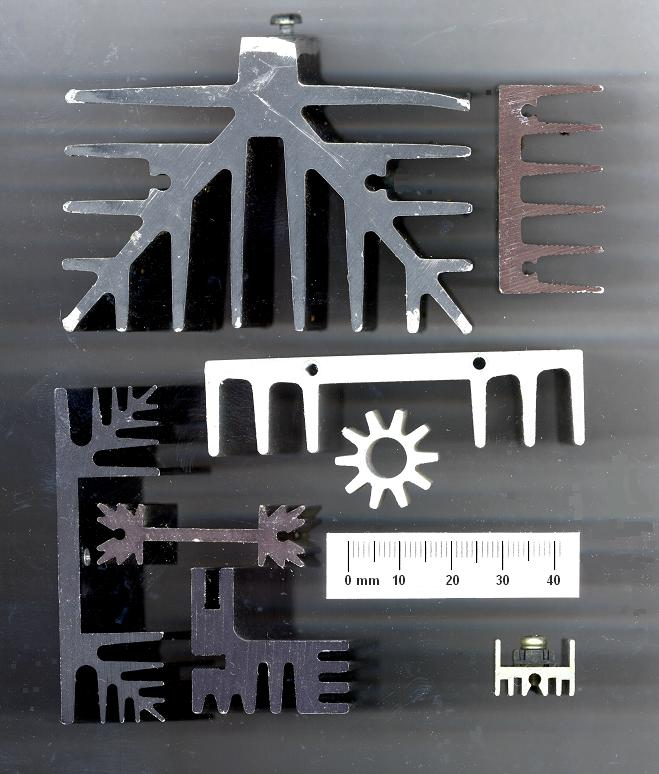
Superfici alettate ottenute per estrusione.

Una superficie alettata (o alettatura) è una parete avente una superficie interna (lato processo) ed una superficie esterna (lato ambiente) con aree assai differenti: questo permette al fluido raffreddante, in genere aria, di scambiare più velocemente calore. L'aria ha infatti un basso coefficiente di scambio termico, e per aumentarlo è quindi necessario impiegare una superficie di scambio abbastanza estesa.
Si utilizza quindi una superficie alettata quando si voglia massimizzare il calore scambiato tra due ambienti a temperatura diversa.
Solitamente tale soluzione viene impiegata nei motori endotermici raffreddati ad aria, in cui occorre un'alettatura più abbondante attorno alla testa ed alla sommità del cilindro, perché in quei punti si produce più calore, e quindi è necessario smaltirne in maniera maggiore; il passo dell'alettatura è quanto più possibile piccolo (3÷8 mm), mentre lo spessore è solitamente compreso tra 1,5 e 4 mm.

## Calcolo del calore smaltito dall'aletta

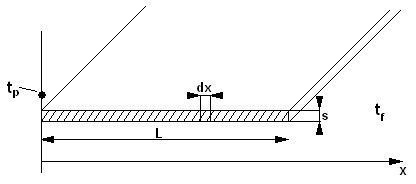
Parametri geometrici e fisici di una aletta:
L: lunghezza,
s: spessore,
t_{p}: temperatura lato processo,
t_{f}: temperatura lato fluido.

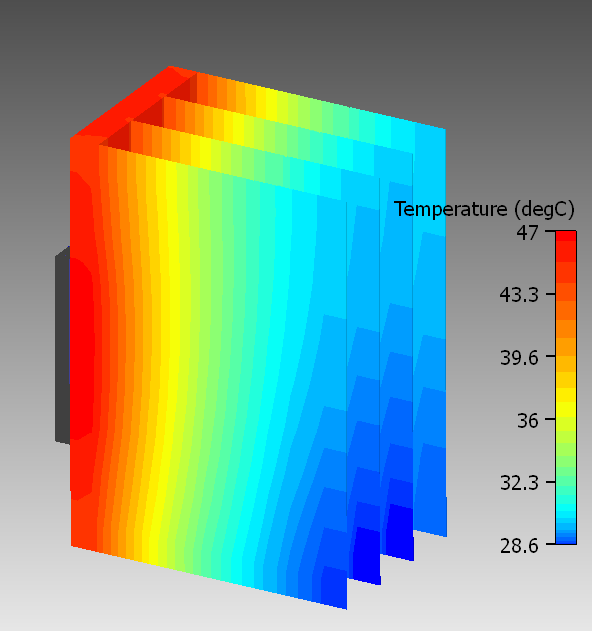
Simulazione numerica dello smaltimento di calore attraverso delle alettature

Al fine di eseguire un calcolo del calore scambiato da una aletta è necessario effettuare un bilancio energetico del calore in gioco sia per conduzione sia per convezione. Con riferimento alla figura a fianco, si ipotizza per semplicità che l'aletta sia sottile, cioè {\displaystyle s/L\simeq 0}, dove con s si indica lo spessore dell'aletta e con L la lunghezza della stessa. Con questa semplificazione, si assume che la temperatura sia costante su ogni sezione dell'aletta sottile, cioè che T=T(x). 
Ci si pone ora in una sezione dell'aletta di lunghezza infinitesima dx, e per comodità si assume che la profondità valga 1. L'equazione di bilancio di calore per l'aletta è data da: 
{\displaystyle \,Q_{1}=Q_{2}+2Q_{3}}
dove con Q1 si intende il calore entrante nella sezione dell'aletta (per conduzione), con Q2 quello uscente (per conduzione) e con Q3 il calore scambiato con l'ambiente (per convezione). In base alla legge di Fourier per una lastra piana, si ha:
{\displaystyle Q_{1}=-{\lambda {\frac {dT}{dx}}(s\cdot 1)}}
essendo λ la conducibilità termica dell'aletta.
Analogamente:
{\displaystyle Q_{2}=Q_{1}+dQ_{1}=-{\lambda {\frac {dT}{dx}}(s\cdot 1)}-{\lambda {\frac {d^{2}T}{dx^{2}}}(s\cdot 1)dx}}
Per quanto riguarda il calore Q3, si devono richiamare le leggi della convezione; si può dire dunque che:
{\displaystyle Q_{3}=dx\cdot h\cdot (T-T_{f})}
dove per h si intende il coefficiente di convezione e per Tf la temperatura del fluido che circonda l'aletta.

Si ha quindi:
{\displaystyle {\lambda {\frac {d^{2}T}{dx^{2}}}(s\cdot 1)dx}=2dx\cdot h\cdot (T-T_{f})}
Tale equazione può ora essere riscritta come segue:
{\displaystyle {\frac {d^{2}T}{dx^{2}}}-{2h \over \lambda s}(T-T_{f}\;)=0}
Per risolvere la precedente equazione differenziale, conviene porre
{\displaystyle \theta =T-T_{f}}
e
{\displaystyle m^{2}={2h \over \lambda s}}
A questo punto l'equazione differenziale può essere scritta nel seguente modo:
{\displaystyle {\frac {d^{2}\theta }{dx^{2}}}-m^{2}\theta =0}.
Quindi è possibile risolvere l'equazione differenziale associando le seguenti condizioni al contorno:
{\displaystyle \theta (x=0)=\theta _{p}}
{\displaystyle \left({\frac {d\theta }{dx}}\right)_{x=L}=0}
La soluzione dell'equazione differenziale è:
{\displaystyle \theta =\theta _{p}e^{-mx}\left({\frac {e^{2mL}+e^{2mx}}{1+e^{2mL}}}\right)}.
Dal momento che nelle alette comuni {\displaystyle mL\to 0}, la soluzione dell'equazione differenziale è data da: 
{\displaystyle \theta =\theta _{p}e^{-mx}}
Il calore scambiato dall'aletta è uguale a quello scambiato per convezione, ovvero:
{\displaystyle Q=2\int _{0}^{L}h(T-T_{f})dx=2h\int _{0}^{L}\theta dx=2h\theta _{p}\left(-{\frac {1}{m}}\right)\left[e^{-mx}\right]_{0}^{L}}
nell'ipotesi che {\displaystyle mL\to \infty } si ottiene che:
{\displaystyle Q=2h\theta _{p}\;{\sqrt[{}]{\frac {\lambda s}{2h}}}}

## Vantaggio dell'aletta
Si definisce vantaggio dell'aletta ε, il rapporto tra Q e Q0, dove Q è il calore scambiato dall'aletta e Q0 il calore scambiato dalla parete se non ci fosse l'aletta. Pertanto:
{\displaystyle Q_{0}=hs(T_{p}-T_{f}\;)=hs\theta _{p}}.
ε dunque risulta uguale a:
{\displaystyle \epsilon ={\frac {Q}{Q_{0}}}={\frac {2h\theta _{p}\;{\sqrt[{}]{\frac {\lambda s}{2h}}}}{hs\theta _{p}}}=2\;{\sqrt[{}]{\frac {\lambda }{2hs}}}}

## Efficienza dell'aletta

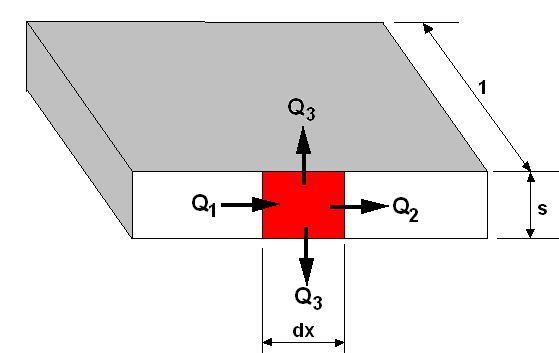
Sezione di aletta sottile: calore entrante e uscente nella sezione lunga dx

Si definisce efficienza dell'aletta η il rapporto tra Q e QMAX, dove Q è il calore scambiato e QMAX il calore massimo scambiabile, ovvero nelle condizioni di temperatura dell'aletta uniforme e uguale al suo valore massimo Tp. Si ha:
{\displaystyle Q_{MAX}=2Lh\theta _{p}}.
{\displaystyle \eta ={{\frac {Q}{Q_{MAX}}}={\frac {2h\theta _{p}\;{\sqrt[{}]{\frac {\lambda s}{2h}}}}{2Lh\theta _{p}}}={\frac {1}{L}}\;{\sqrt[{}]{\frac {\lambda s}{2h}}}}}
Valori di η per le alette più comuni sono di circa il 90÷95%.